# 超越肉類公司
超越肉類公司是洛杉磯一家製造100%全植物成分的肉類替代品製造商。自2013年開始，該公司產品已可在美國全國的全食超市購買。
該公司於2009年創立，首任總裁為伊森·布朗，其投資人包括凱鵬華盈、風投公司Obvious Corporation、比爾·蓋茲、比兹·斯通與美國人道協會。

## 起源
總裁伊森·布朗於2009年創立「超越肉類」公司（原「薩維奇河公司」），主要致力於生產純植物性成分之素肉食品，以消除肉品業的生產過程所造成的負面影響。布朗成立「超越肉類」的靈感啟發來自於他口中的「雞之國」。那是他小時候週末常去度假的自家農場，位在鄰近賓夕法尼亞州邊界的馬里蘭州鄉村地區。
布朗一開始便與密蘇里大學兩位教授謝富弘和哈羅德‧赫夫接洽，倆人在提煉植物蛋白方面的研究已有多年。兩位教授花了將近十年的時間在大學的實驗室裡，測試在不同溫度和壓力下提煉混合大豆和豌豆蛋白，期望能夠做出無論外觀或質地都與真實雞肉相似的植物蛋白。後來，謝富弘和哈羅德‧赫夫教授又花了五年的時間才做出「超越肉類」第一個商品的配方，也就是2012年，超越肉類公司在限定地區所推出的「無雞肉之雞柳條」。
布朗曾經說過，公司的長程目標是製造出一個商品，能夠滿足全球持續成長的肉品需求市場，特別是印度和中國類似規模市場。

## 歷史沿革
伊森‧布朗於2009年創立「超越肉類」作為解決個人所認知的肉品業所帶來問題的可能方法。
超越肉品公司在2012年第一次推出「無雞肉之雞柳條」時，僅限北加州全食超市能購買到。之後不久，公司開始擴大生產設備，預計要在產品目錄中增加「無肉之絞細牛肉」和「無肉之絞細豬肉」等品項。
2014年，《Fast Company》雜誌將「超越肉類」公司評為最具創新實力的公司之一。而善待動物組織則是將「超越肉類」公司點名為2013年善待動物組織的年度模範公司。

### 超越肉類遍佈全美
超越肉類公司於2013年四月開始在全美國的全食超市販售「無雞肉」商品系列。
從亞特蘭大州起家的「熱帶冰沙餐飲」連鎖店（Tropical Smoothie Café）從2013年五月開始引進超越肉類的產品，將店裡菜單中含有雞肉的料理，推出「無雞肉」的純素選項供消費者選擇。

### 風投公司Obvious Corporation、比爾蓋茲以及其他投資者
Obvious Corporation是Twitter的合夥創辦人埃文·威廉姆斯Evan Williams,比茲·斯通、以及傑森‧高曼一起成立的風投公司。該公司2013年六月開始投入資金贊助「超越肉類」公司。
比爾‧蓋茲也在親身品嘗「超越肉類」公司的產品樣品之後，於2013年開始投資他們公司。比爾‧蓋茲表示:「我無法分辨超越肉類的無雞肉產品跟真的雞肉的差別」
同年，矽谷的風險投資公司凱鵬華盈亦成為「超越肉類」的金主之一，這是凱鵬華盈的第一筆與食品相關的投資。美國人道主義協會也在「超越肉類」的投資者行列。2016年，泰森食品公司購入「超越肉類」百分之五的股份。

## 創辦人伊森‧布朗
在「超越肉類」創辦人伊森的成長過程中，小時候每個週末會到父親在馬里蘭州西半部的牛奶牧場度假，也就是因為有這樣的經歷，啟發他開始省思農場裡的動物應有的對待和福利。當伊森終於決定成為一位維根純素者時，卻苦於市場上能夠找得到的肉類替代品非常有限，因此決定開始研究肉類替代品及其產業，最後終於成立了自己的公司。伊森在哥倫比亞大學獲得公共政策和工商管理碩士學位之後，曾經進入生產零排放質子交換膜燃料電池的巴拉德動力公司（BLDP）工作一段時間。在職期間，伊森因為對潔淨能源有了研究，才認知到畜牧業造成資源耗竭和氣候變遷的影響有多大。因此，決定轉換研究的重心，從能源轉換到食品。
2013年的《財星》雜誌裡面有報導，伊森有提供一些動物福利團體資金援助，如「農場動物庇護所」（Farm Sanctuary）。

## 產品
超越肉類公司研發和製作一系列以植物性蛋白為基底的食品。這些素肉是由大豆和豌豆分離蛋白、還有酵母和其他成分所組成。2014年，推出了「超越雞肉」和「超越牛肉」等系列商品。2015年則是推出一款不含大豆成分的純素維根漢堡排，命名為「野獸」。超越肉類的商品除了有零售包裝，同時也供應餐飲店業務食材製作成店內餐點。

### 超越雞肉
「超越肉類」的植物性無雞肉產品系列命名為「超越雞肉」，是將提煉之大豆和豌豆蛋白混合、還有纖維和其他原料成分所製成，主打健康的雞肉替代品作為行銷訴求。他們混合所有原料，然後倒入食品擠壓機烹煮，由於擠壓機的機能有經過特別設計，透過蒸氣、擠壓和冷水處理，產品才能夠產生像雞肉一樣的質感。擠壓機處理完之後，再將產品切成型，加入調味，然後經過燒烤，最後才包裝完成。每一批純素雞柳需耗時約九十分鐘才能完成。
此仿雞肉之產品共有三種口味可以選擇：清淡口味、燒烤口味，以及美國西南醬口味素雞柳。

### 超越牛肉
「超越肉類」的仿細碎牛肉系列「超越牛肉」共有兩種口味：原味Beefy和勁辣Feisty。原料有豌豆蛋白、菜籽油、以及各種調味香料。大豆及無麩質豌豆提煉蛋白的混合原料在未經過加熱和擠壓機的加工之前，是呈現膏體狀。
純素細碎牛肉每分量是55公克，其蛋白質含量跟同份量的傳統細碎牛肉是一樣的。

### 野獸

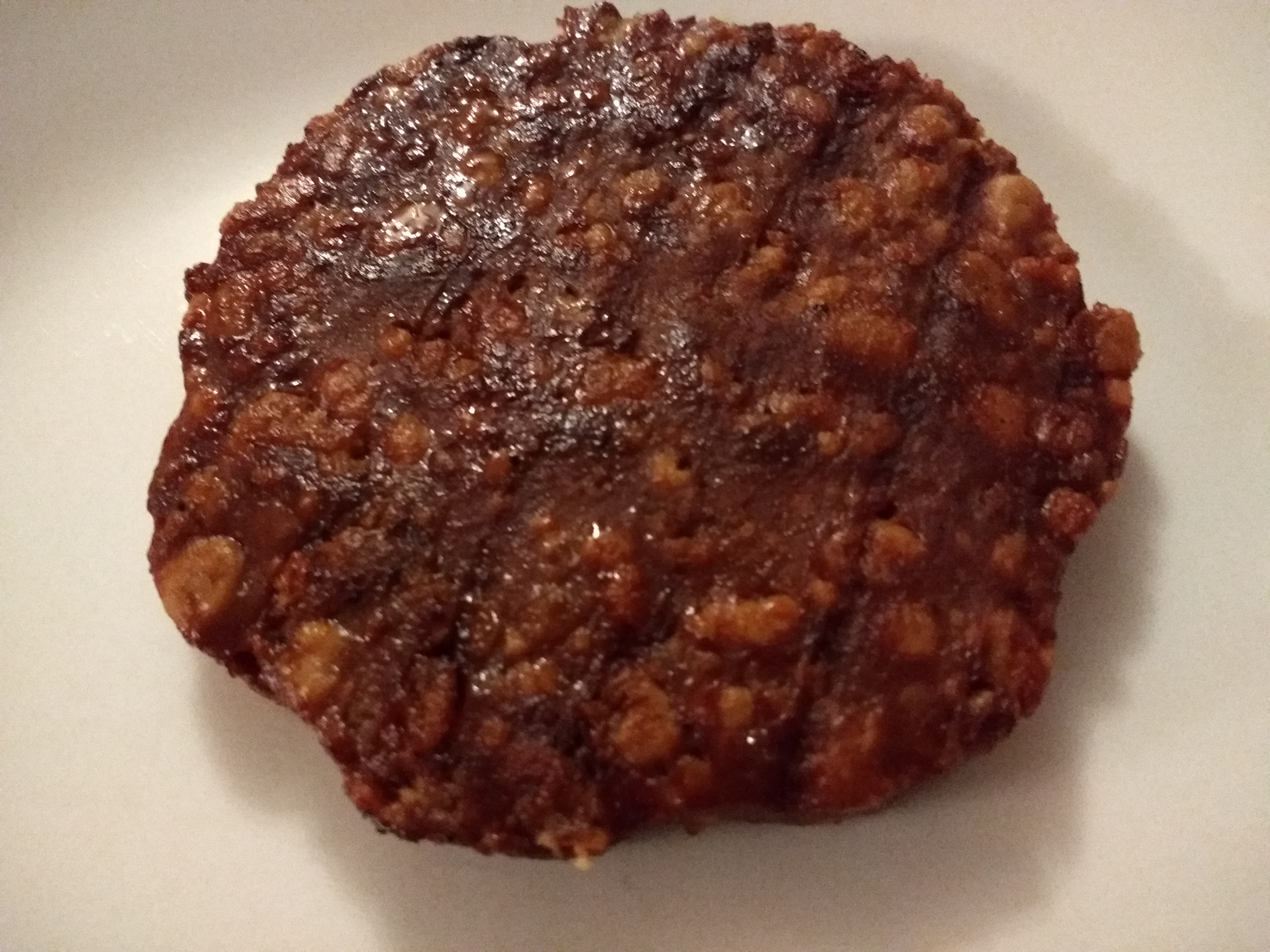
野獸純素漢堡排

超越肉類公司於2014年宣布開始研發和測試一款新產品，命名為「野獸」。他們邀請美國職棒大聯盟球隊紐約大都會的球員在一場賽前活動進行嚐味測試，品嘗的就是這款以植物蛋白製作而成的純素漢堡排。
2015年二月「野獸」純素漢堡排正式上市，且可以在美國各地的全食超市購買到。漢堡排的成分有:豌豆蛋白粉、水、葵花油，以及調合食用油（菜籽油、亞麻仁籽油、棕櫚油、葵花油、DHA海藻油）。製程將所有原料放入雙軸擠壓機裡進行攪拌、烹煮和擠壓。擠壓機處理完之後，將產品做成漢堡排的形狀，最後送包裝成為零售食品。
漢堡排是維根純素，且無大豆成分；蛋白質含量是23克，含有抗氧化營養素、鐵質、鈣質、維生素B6、B12和D、鉀、DHA和ALAOmega-3脂肪酸。

### 超越漢堡肉
2016年五月，「超越肉類」推出第一款以植物蛋白為基底的純素漢堡肉，用來放置在零售商店的肉品區與一般牛肉、雞肉、豬肉並列展示販售。此商品第一次上架的點是在位於科羅拉多州波德市珍珠街上的全食超市。「超越漢堡肉」在上架的短短一個小時內就全數被搶空。
一份「超越漢堡肉」含有20克的蛋白質，且成分中不含大豆、麩質、基因改造成分，且無膽固醇，他的飽和脂肪含量是傳統瘦肉肥肉比80:20的牛肉漢堡排的一半。

## 生產量
「超越肉類」的工廠位在密蘇里州的哥倫比亞市。廠房一年的產能可以生產約七百萬磅（三百萬公斤）雞肉替代品。

## 品牌名聲
「超越肉類」的產品在市場上獲得一些評價，如《紐約時報》美食評論作家馬克·彼特曼做過這樣的評論：「你根本吃不出超越肉類的產品和真的雞肉有何差別，至少以此（評論美食）為生的我是這樣認為。」比爾·蓋茲在個人的網誌也寫到：「我吃不出超越肉類產品和真的雞肉的差別。」2013年，名廚暨美食節目主持人奧爾頓·布朗對超越肉類的「超越雞肉」產品如此評論：「這是我吃過最像肉的仿肉食品。」

## 另見
- 植物肉
- 肉類替代品列表
- 純素主義

## 外部連結
- 官方網站 （页面存档备份，存于）